# Espagne aux Jeux olympiques d'hiver de 1936
L'Espagne participe aux Jeux olympiques d'hiver de 1936, qui ont lieu à Garmisch-Partenkirchen en Allemagne. Représenté par 6 athlètes, ce pays prend part aux Jeux d'hiver pour la première fois et ne remporte pas de médaille.

## Résultats

### Ski alpin
| Athlète          | Épreuve        | Descente      | Descente | Slalom       | Slalom       | Slalom       | Total           | Total           |
| Athlète          | Épreuve        | Temps         | Rang     | Temps 1      | Temps 2      | Rang         | Points totaux   | Rang            |
| ---------------- | -------------- | ------------- | -------- | ------------ | ------------ | ------------ | --------------- | --------------- |
| Ernestina Maenza | Combiné femmes | 18 min 54 s 4 | 37       | Non partante | Non partante | Non partante | N'a pas terminé | N'a pas terminé |
| Margot Moles     | Combiné femmes | 10 min 52 s 4 | 35       | 2 min 50 s 1 | Disqualifiée | Disqualifiée | N'a pas terminé | N'a pas terminé |

### Ski de fond
| 18 km hommes | Enrique Millán    | N'a pas terminé | N'a pas terminé |
| 18 km hommes | José Oriol Canals | 1 h 40 min 14 s | 65              |
| 18 km hommes | Jesús Suárez      | 1 h 39 min 12 s | 63              |
| 18 km hommes | Tomas Velasco     | 1 h 37 min 25 s | 62              |